# Serradilla del Arroyo
Seradilla del Arroyo ist ein Ort und eine Gemeinde (municipio) mit 246 Einwohnern (Stand: 2024) im Süden der Provinz Salamanca in der Autonomen Region Kastilien-León im Westen Spaniens. Neben dem Hauptort Seradilla del Arroyo gehört auch der Weiler Guadapero zur Gemeinde.

## Lage
Seradilla del Arroyo liegt in der Sierra de Gata gut 110 km (Fahrtstrecke) südwestlich der Provinzhauptstadt Salamanca in einer Höhe von ca. 865 m. 

## Bevölkerungsentwicklung
| Jahr      | 1970 | 1981 | 1991 | 2001 | 2011 | 2021 |
| Einwohner | 879  | 607  | 536  | 440  | 338  | 248  |

Der deutliche Bevölkerungsrückgang seit den 1950er Jahren ist im Wesentlichen auf die Mechanisierung der Landwirtschaft, die Aufgabe bäuerlicher Kleinbetriebe und den damit einhergehenden Verlust von Arbeitsplätzen zurückzuführen.

## Sehenswürdigkeiten
- Laurentiuskirche (Iglesia de San Lorenzo Mártir)
- Kirche von Guadapero
- Christuskapelle
- Rathaus

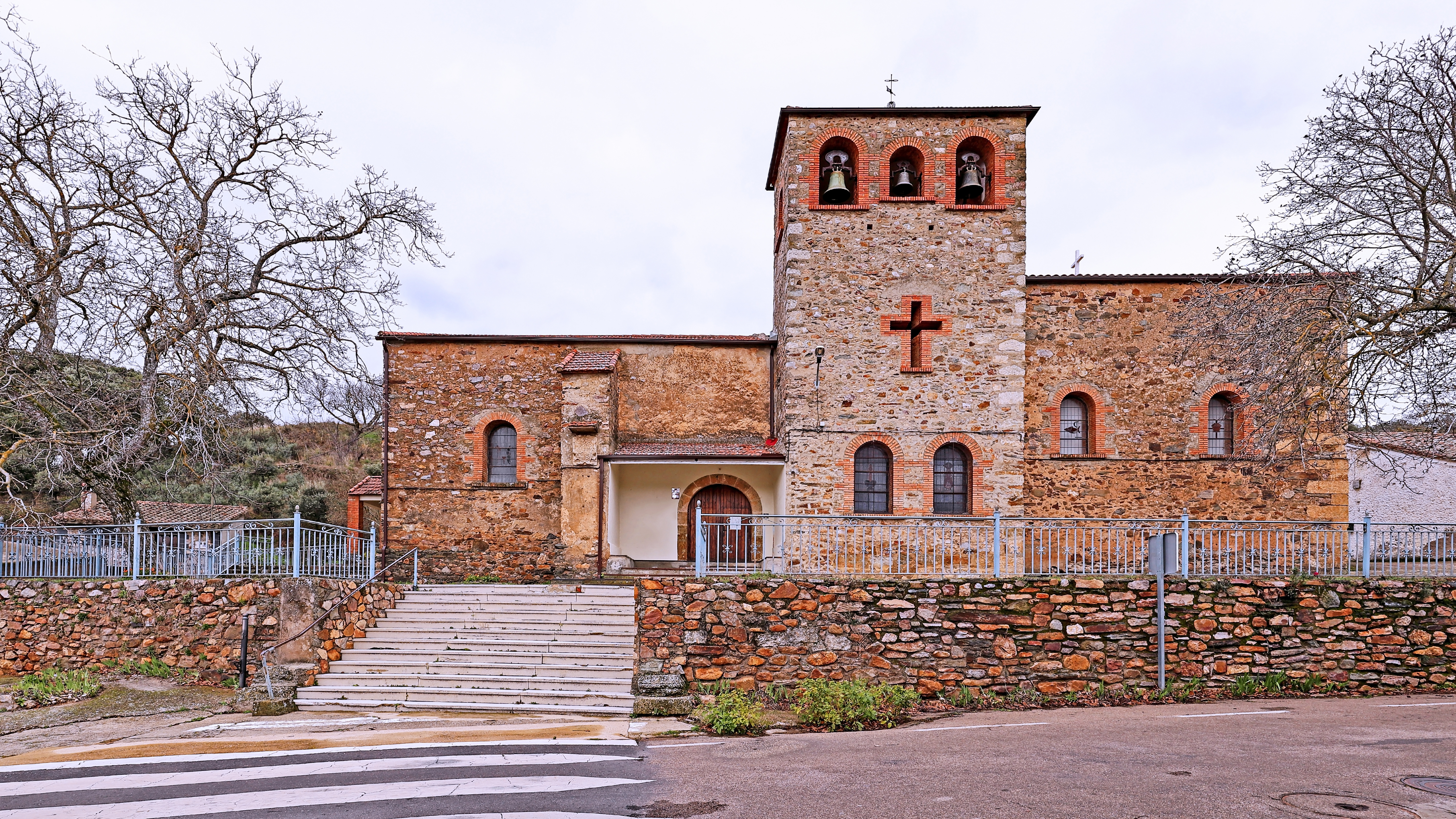
Laurentiuskirche
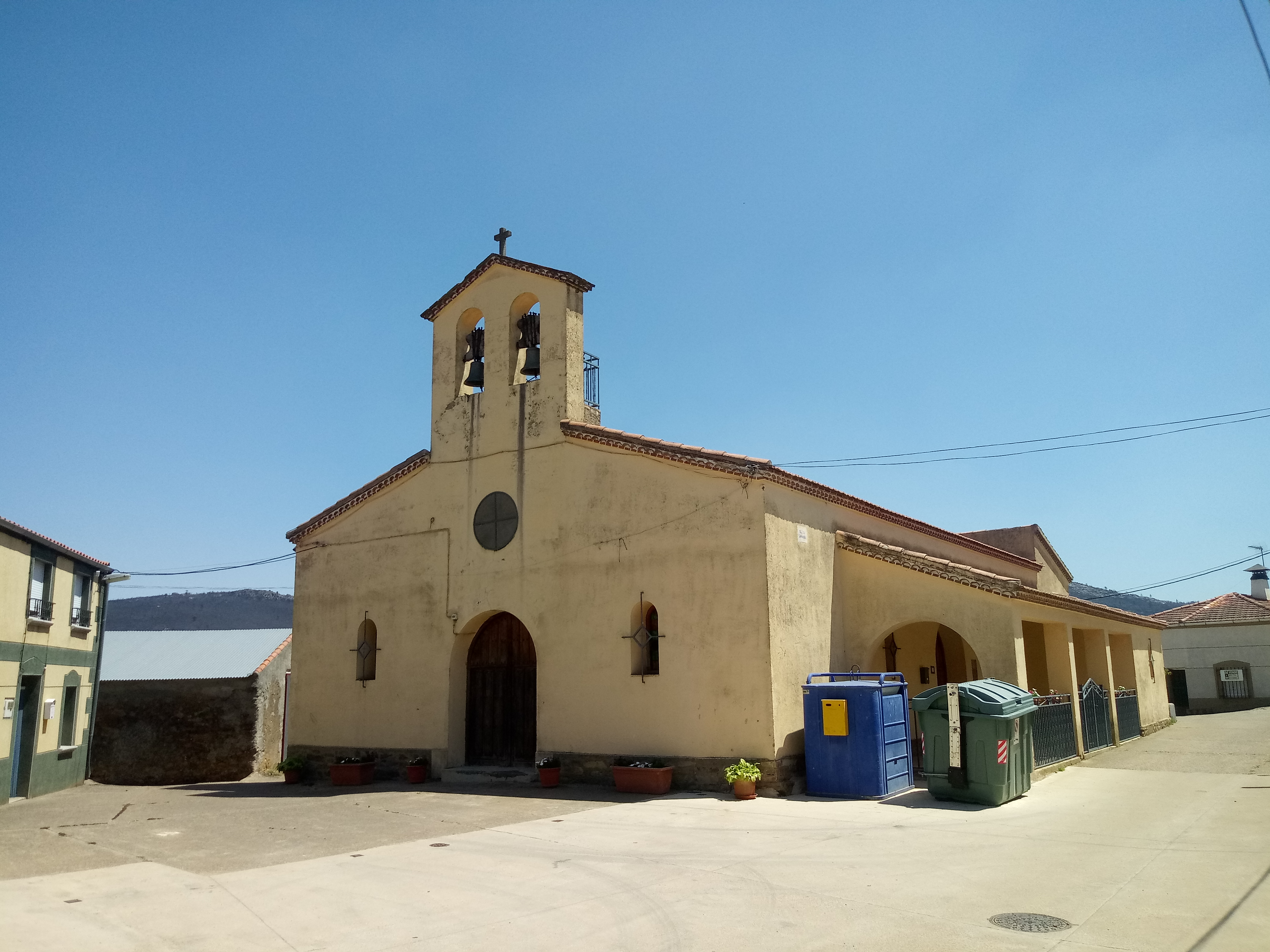
Kirche von Guadapero
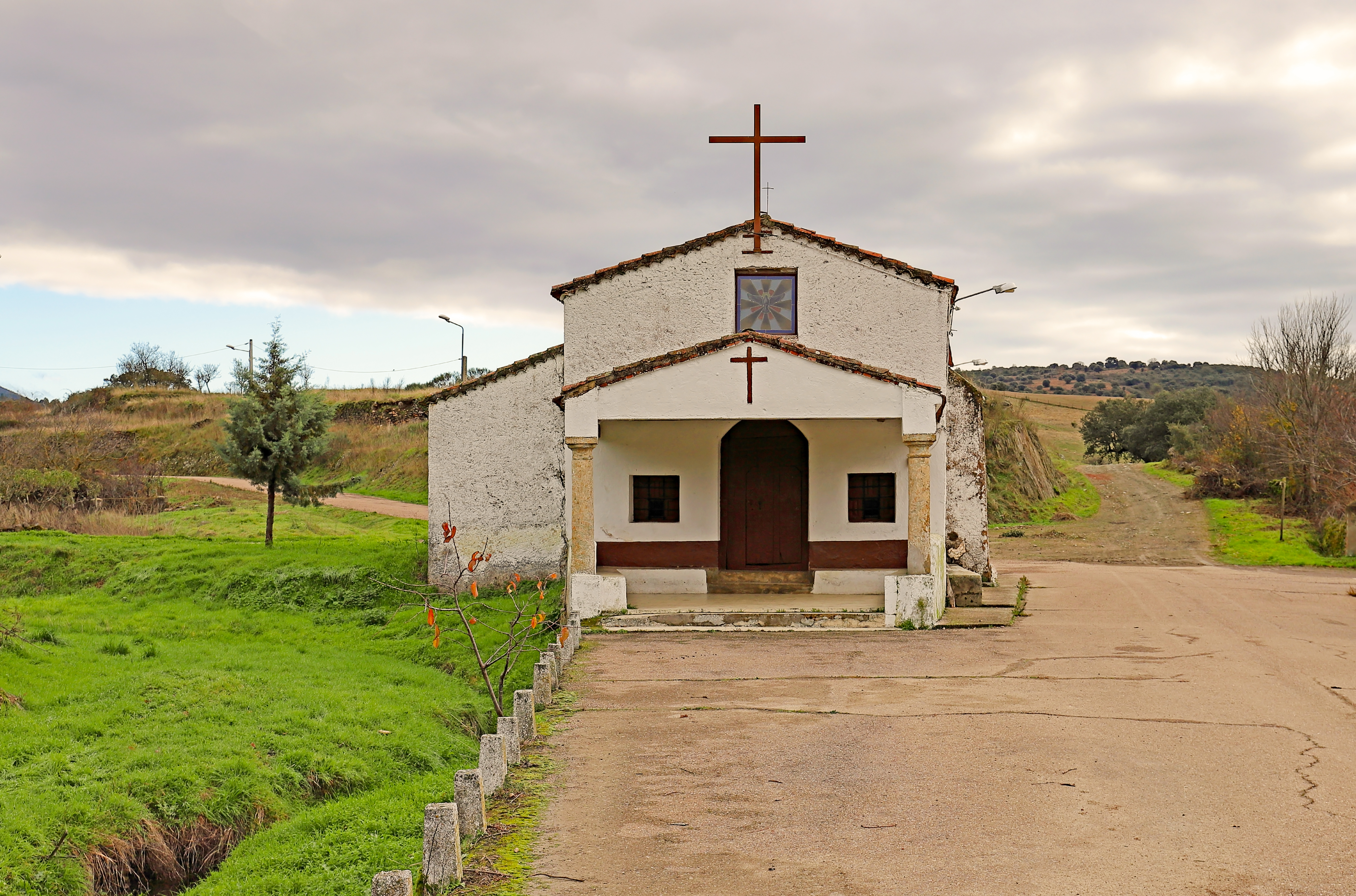
Christuskapelle
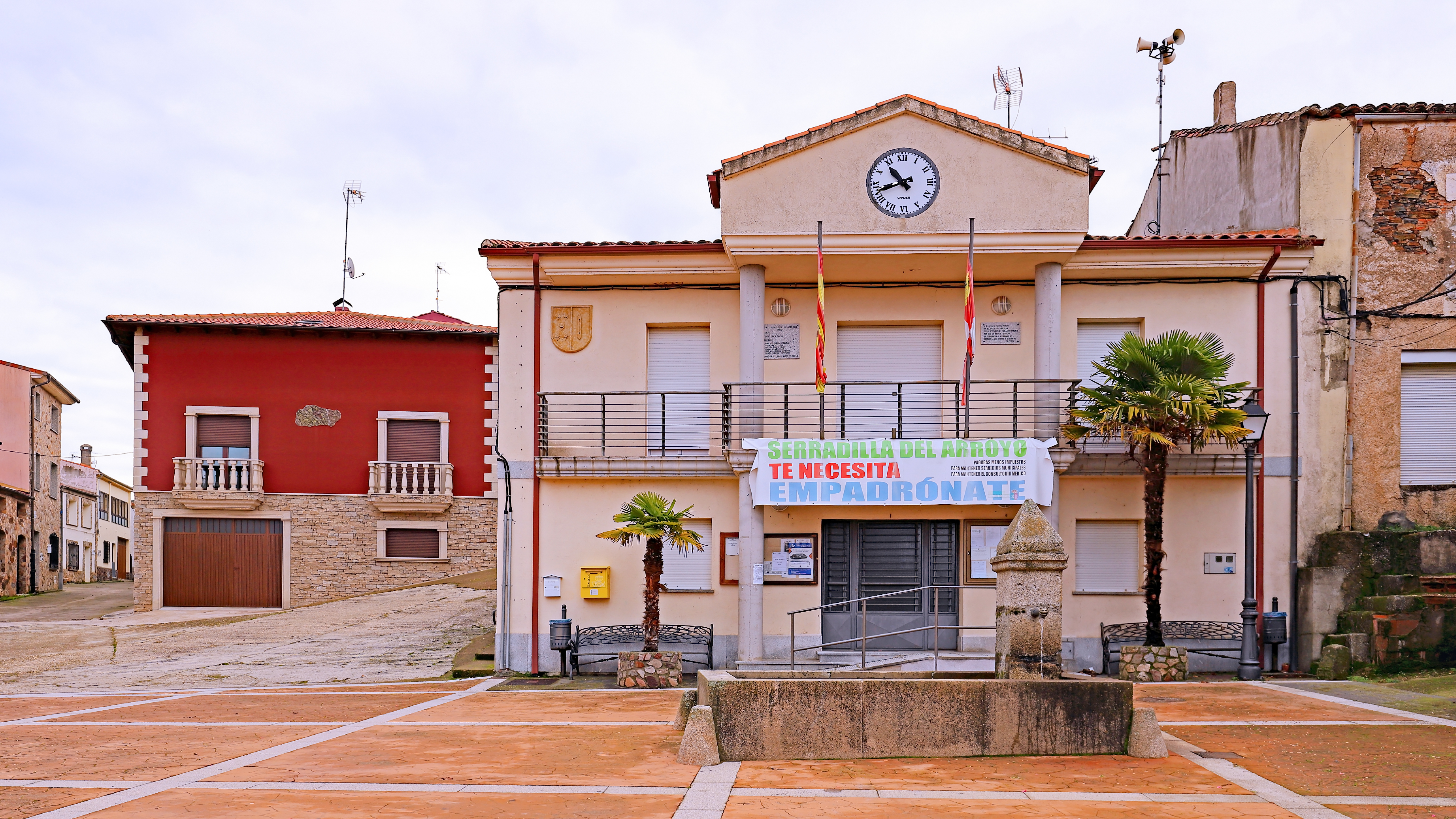
Rathaus